# Aegerosphecia
Aegerosphecia is een geslacht van vlinders uit de familie wespvlinders (Sesiidae), onderfamilie Sesiinae.
Aegerosphecia is voor het eerst wetenschappelijk beschreven door Le Cerf in 1916. De typesoort is Aegerosphecia calliptera.

## Soorten
Aegerosphecia omvat de volgende soorten:
- Aegerosphecia calliptera Le Cerf, 1916
- Aegerosphecia cyanea Hampson, 1919
- Aegerosphecia fasciata (Walker, 1862)
- Aegerosphecia fulviventris Le Cerf, 1916
- Aegerosphecia fumoptera Kallies & Arita, 2004
- Aegerosphecia myanmarensis Kallies & Arita, 2004
- Aegerosphecia mysolica (Walker, 1865)